# Argiraspidi
Gli argiraspidi (in greco antico: Ἀργυράσπιδες?, da ἂργυρος, «argento», e ὰσπίς, «scudo») appartenevano a un corpo di fanteria dell'esercito macedone costituito da Alessandro il Grande alla vigilia della spedizione in India. Erano chiamati così perché portavano scudi coperti con lamine di argento, frutto del bottino di guerra in Persia. Erano truppe scelte ed erano comandati da Nicanore, figlio di Parmenione. Per incarico del loro comandante scortarono in Occidente il tesoro di Susa. Dopo la morte di Alessandro (323 a.C.) seguirono Eumene di Cardia.
Si trattava di veterani e, anche se la maggior parte di loro aveva superato la sessantina, erano resi pressoché invincibili in battaglia dall'esperienza e dall'abilità. Nella battaglia della Gabiene tuttavia passarono da Eumene ad Antigono Monoftalmo perché costui era riuscito a impadronirsi dei loro beni, ossia dei familiari e del bottino frutto di quaranta anni di saccheggio. Rientrarono in possesso dei loro beni in cambio della vita di Eumene, consegnato ad Antigono che lo fece giustiziare (316 a.C.). Antigono si liberò presto di loro, giudicando la truppa troppo turbolenta e inaffidabile, li inviò quindi a Sibirzio, il satrapo macedone di Arachosia, con l'ordine di impiegarli in missioni pericolose in gruppi formati da soli due o tre uomini, per cui il loro numero diminuì rapidamente.
Sembra che anche i Seleucidi della Siria abbiano avuto un corpo dello stesso nome nel loro esercito: Livio li menziona come la coorte reale dell'esercito di Antioco III.. L'imperatore romano Alessandro Severo, fra le altre cose, volle imitare Alessandro il Grande col costituire un corpo speciale di uomini che furono chiamati «argiraspidi» e «crisaspidi».